# Andrea Gram
Greta Ingeborg Johanna Andrea Gram, född 20 mars 1853 i Norderhovs kommun, död 10 maj 1927 i Oscars församling i Stockholm, var en norsk målare.
Gram var elev vid Knud Bergsliens målarskola, studerade hos Eilif Peterssen både i München och i Norge, samt begav sig på studieresor till Italien. Hon målade porträtt och landskap, och influerades både av det historiserande Münchenmåleriet och av 1880-talets friluftsmåleri. År 1881 gifte hon sig med den svenske läkaren och författaren Emil Kleen. Efter giftermålet avtog hennes produktion. Makarna Kleen är begravda på Norra begravningsplatsen utanför Stockholm.